# Mathurina
Mathurina je monotipski rod iz porodice Passifloraceae, potporodica Turneroideae. Jedina vrsta je M. penduliflora s otoka Rodrigues .

## Vanjske poveznice
- USDA PLANTS Profile

- Opis1
- Opis2